# 1921 en Grèce
Chronologie de la Grèce
- 1917
- 1918
- 1919
- 1920
- 1921
- 1922
- 1923
- 1924
- 1925

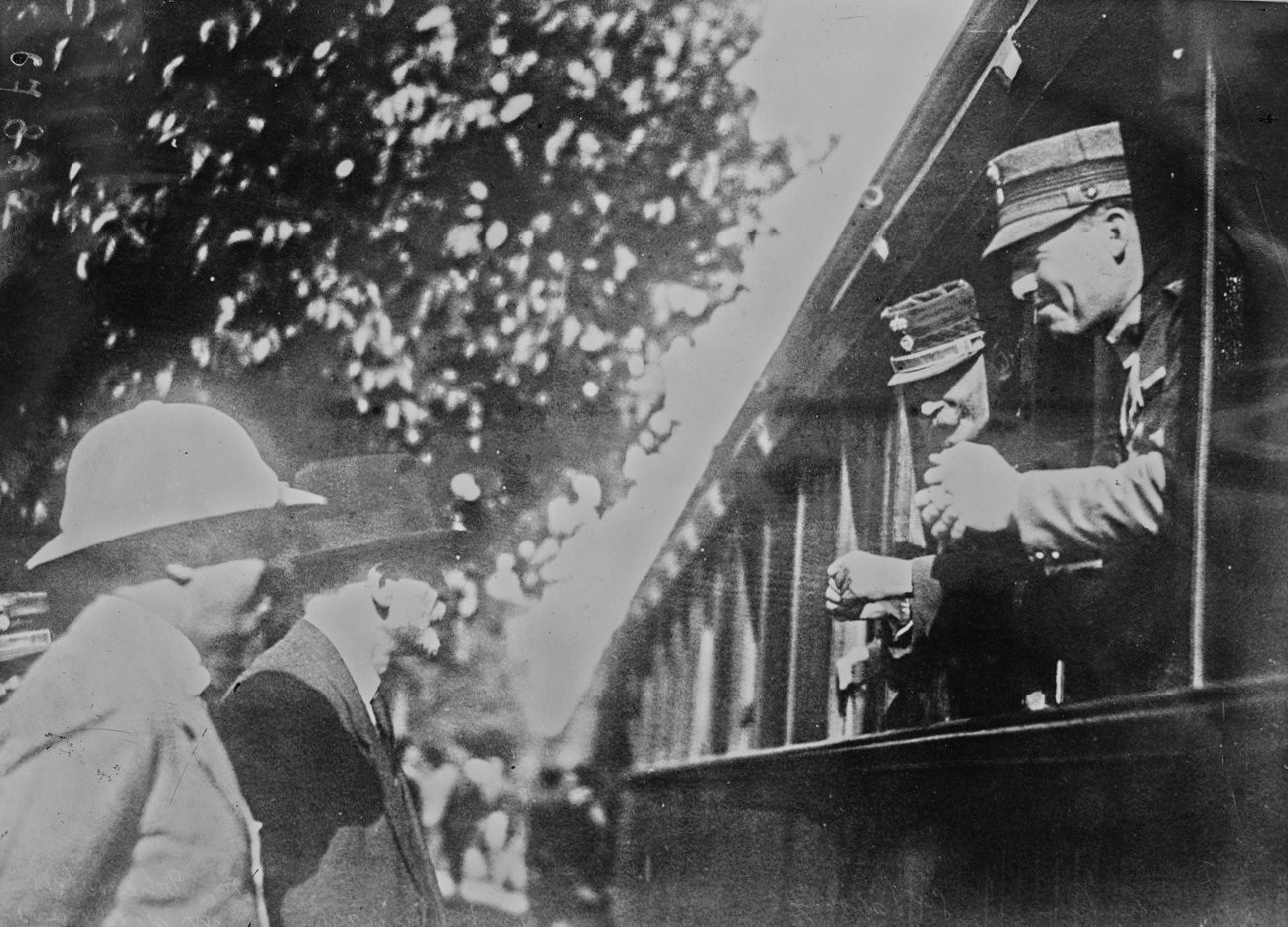
Départ des dirigeants militaires et politiques grecs pour le front. De droite à gauche : Le prince héritier Georges II, le général Anastasios Papoulas, le premier ministre Dimitrios Gounaris, le ministre des affaires militaires Nikolaos Theotokis (juillet 1921).

La fin de l'année 1921, avec la mort du roi de Grèce Alexandre, la chute d'Elefthérios Venizélos et le retour spectaculaire du roi Constantin Ier sur le trône, a permis à la Grèce de retrouver sa place sur la scène politique internationale. Bien que « non reconnu » par les grandes puissances alliées, le roi Constantin Ier a repris son règne interrompu au milieu des acclamations frénétiques de la population, d'une vague de représailles anti-vénizélistes et de sombres nuages de guerre en Anatolie où le leader nationaliste turc, Mustafa Kemal Atatürk, augmente quotidiennement le nombre de ses partisans.
Cette page concerne les évènements survenus en 1921 en Grèce  :

## Évènements
- Génocide grec pontique (1916 - 1923)
- Occupation de Smyrne par la Grèce (1919-1922)
- Guerre gréco-turque (1919-1922)
  - 6-11 janvier : Première bataille d'İnönü
  - 23 mars-1er avril : Seconde bataille d'İnönü
  - 10-24 juillet : Bataille d'Eskişehir
  - 14 août-13 septembre : Bataille de la Sakarya

## Sport
- Championnat Panhellénique (1921-1922) (en)
- Création du club X.A.N. Thessaloniki B.C. (en) (basket-ball)

## Création
- Division indépendante (en)
- Police des villes

## Naissance
- Alexandra de Grèce, princesse de Grèce et de Danemark.
- Iríni Apérgi, artiste.
- Goulielmos Arvanítis (el), footballeur.
- Sotiría Béllou, chanteuse de rebetiko.
- María Chors, chorégraphe.
- Aléxis Damianós, réalisateur, dramaturge et acteur.
- Dínos Dimópoulos, acteur, scénariste, dramaturge, réalisateur et metteur en scène de théâtre et cinéma.
- Konstantínos Filínis, député européen.
- Andréas Frangiás, écrivain.
- Kóstas Hadzichrístos, acteur, réalisateur, metteur en scène et producteur.
- Dimítris Horn, acteur.
- Lína Kásdagli (el), poétesse.
- Tassó Kavadía, actrice.
- Kóstas Klouvátos (el), sculpteur.
- Antónis Soupiós (el), journaliste, poète et écrivain.
- Athanásios Tsaldáris (el), personnalité politique.
- Élsa Vergí (el), actrice.

## Décès
- Konstantínos Argyrópoulos (el), personnalité politique.
- Chrístos Kapsális (el), avocat.
- Dimítrios Rállis, Premier ministre.